# 新堀忠光
新堀 忠光（にいほり ただみつ）は、日本のラリードライバー。
UTVレースパワースポーツ第一人者、ラリーレイド、オフロードレース、UTVレース、アジアクロスカントリーラリーなど国内外のラリー 、オフロードレースで活躍している。
東南アジアのタイで開催されるアジアクロスカントリーラリーで2006年、2009年にトヨタワークスドライバーとして総合優勝を果たした。また2006年、2007年のタイランドクロスカントリーラリー選手権でも2度のシリーズチャンピオンに輝いた。
2016年にはTRDのワークスドライバーとして総合2位を獲得。またオーストラリアで開催されているROLARIS RZR 全豪選手権ではシリーズ総合3位となる。
2017年には2年連続でTRDのワークスドライバーとしてアジアクロスカントリーラリーに出場して総合2位を獲得。SXS全豪選手権ではシリーズ4位となる。
2018年には日本人で始めてTRDのワークスドライバーとしてオーストラリア最大のオフロードレースFINKEに出場。SXS全豪選手権ではシリーズ7位を獲得。
2019年には日本人で始めてTRDのワークスドライバーとしてオーストラリア最大のオフロードレースFINKEでクラス優勝を獲得。アメリカで開催されているBest in Desertシリーズ Mint400では19位を獲得。同じくVegas to Reno では11位を獲得。
2022年にはアメリカ最大のオフロードレースMint400で もっとも参加台数の多いUTVクラスで日本人で始めてクラス優勝を獲得。

## 実績
- 2001年 - アジア クロスカントリーラリー（アジア） 総合 3位
- 2002年 - アジア クロスカントリーラリー（アジア） 総合 24位
- 2003年 - アジア クロスカントリーラリー（アジア） 総合 4位
- 2004年 - アジア クロスカントリーラリー（アジア） 総合 4位
- 2005年 - アジア クロスカントリーラリー（アジア） 総合 26位
- 2006年
  - タイランド クロスカントリーラリー選手権 シリーズ総合優勝（Thailand TOYOTA ワークスドライバー）
  - アジア クロスカントリーラリー （アジア） 総合優勝（Thaikand TOYOTA ワークスドライバー）
- 2007年 - タイランド クロスカントリーラリー選手権 シリーズ総合優勝（Thailand TOYOTA ワークスドライバー）
- 2008年 - タイランド クロスカントリーラリー選手権 シリーズ総合 6位（Thailand TOYOTA ワークスドライバー）
- 2009年 - アジア クロスカントリーラリー（アジア） 総合優勝（Thailand ISUZU ワークスドライバー）
- 2010年 - WRC ラリージャパン 総合 18 位　（STi 久世アワード 1位 受賞）
- 2011年 - アジア パシフィックラリー選手権 ラリー北海道 総合 11位
- 2012年 - Thailand プロレーシング選手権 シリーズ総合 4位
- 2013年 - アジア パシフィックラリー選手権 ラリー北海道 総合 7位
- 2014年 - アジア パシフィックラリー選手権 ラリー北海道 総合 5位
- 2015年 - POLARIS RZR 全豪選手権（オーストラリア） シリーズ総合 8位
- 2016年
  - アジア クロスカントリーラリー（アジア） 総合 2位（TRDワークスドライバー）
  - POLARIS RZR 全豪選手権（オーストラリア） シリーズ総合 3位
  - BAJA 1000（メキシコ） クラス-7 3位
- 2017年
  - アジア クロスカントリーラリー（アジア） 総合 2位（TRDワークスドライバー）
    - SXS 全豪選手権（オーストラリア） シリーズ総合 4位
- 2018年
  - FINKE デザート レース（オーストラリア） （日本人初参戦） (TRDワークスドライバー）
  - SXS 全豪選手権（オーストラリア） シリーズ総合 7位
- 2019年
  - Mint400 (USA)  UTV Turbo class 19位／76台中
  - FINKE デザート レース（オーストラリア） クラス優勝 (TRDワークスドライバー）
  - Vegas to Reno (USA)  UTV Turbo class 11位／57台中
- 2020年 - BAJA DESIGNS UTV NIGHT RACE (USA) UTV Unlimited 3位／13台中
- 2021年 - Silver State 300 (USA) UTV Unlimited 6位／22台中
- 2022年 - Mint400 (USA) クラス優勝  UTV Unlimted 1位／32台中